# Impasse Blandinières
L'impasse Blandinières (en occitan : androna Blandinièras) est une voie de Toulouse, chef-lieu de la région Occitanie, dans le Midi de la France.

## Situation et accès

### Description
L'impasse Blandinières est une voie publique. Elle se trouve dans le quartier de Lalande.
Elle naît perpendiculairement au chemin du Baron. Orientée au nord et relativement rectiligne, elle est longue de 160 mètres. Elle conserve sur la plus grande partie de son parcours un profil presque rural, bordée d'anciennes fermes et d'anciens terrains agricoles. Elle débouche sur l'avenue Jean-Zay, accessible seulement par un passage piétonnier.
La chaussée ne compte qu'une seule voie de circulation automobile à double sens. Elle appartient à une zone 30 et la vitesse y est limitée à 30 km/h. Il n'existe pas d'aménagement cyclable.

### Voies rencontrées
L'impasse Blandinières rencontre les voies suivantes, dans l'ordre des numéros croissants :
1. Chemin du Baron
2. Avenue Jean-Zay - accès piéton

### Transports
L'impasse Blandinières n'est pas directement desservie par les transports en commun Tisséo. Elle est cependant proche de l'avenue de Fronton, parcourue par les  lignes de Linéo L10 et de bus 2969169.
Les stations de vélos en libre-service VélôToulouse les plus proches sont les stations no 259 (231 avenue de Fronton) et no 260 (face 26 impasse du Baron).

## Odonymie
L'impasse tient son nom de la famille Blandinières, propriétaire des terrains desservis par l'impasse.

## Histoire
L'impasse est tracée au début du XXe siècle sur les terrains agricoles que possède la famille Blandinières. C'est alors un chemin privé.
En 1947, l'impasse Blandinières est intégrée au domaine public et à la voirie communale.

## Patrimoine et lieux d'intérêt

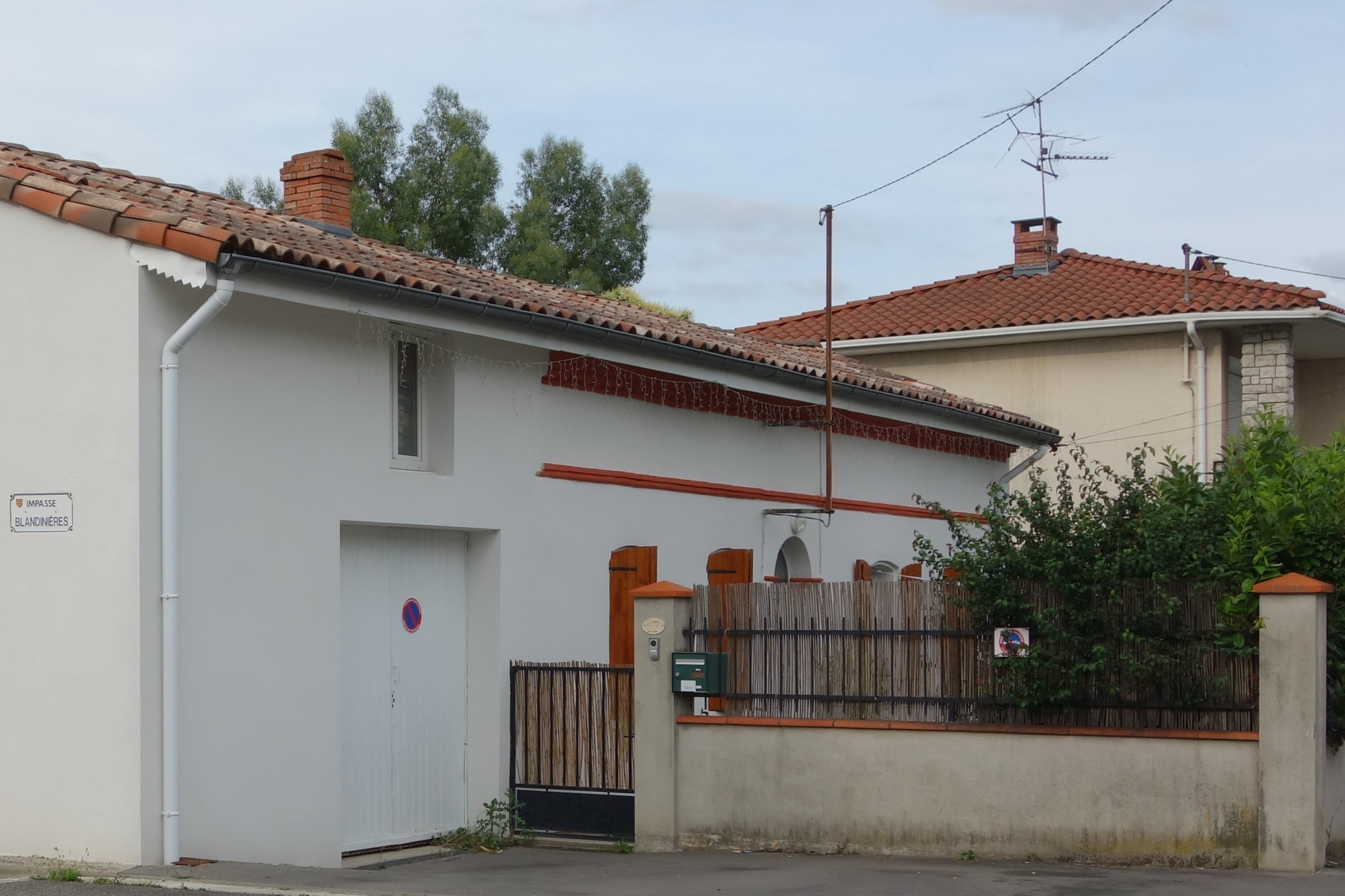
no 2 : ferme.

- no  2 : ferme maraîchère. 
La ferme, de type maraîchère, est construite dans la deuxième moitié du XIXe siècle. Bâtie en brique, elle reprend les formes de la maison toulousaine. Elle est composée de deux parties, disposées perpendiculairement à l'impasse Blandinières.
À droite, le logis principal développe sa façade principale sur cinq travées et deux niveaux. Au rez-de-chaussée, la porte piétonne est encadrée de pilastres et voûtée en plein cintre. Le comble à surcroît, séparé par un cordon, était percé de petites ouvertures rectangulaires, bouchées après 2022. L'élévation est couronnée par une corniche moulurée.
À gauche, l'ancienne partie agricole, transformée en garage, s'élève dans la continuité du logis principal. Elle ne compte qu'une seule travée, percée au rez-de-chaussée d'une porte charretière et au niveau du comble par une fenêtre rectangulaire[4].

- no  12 : ferme maraîchère (deuxième moitié du XIXe siècle).